# Ap bank
ap bank es un ONG japonesa sin fines de lucro dedicada al financiamiento de proyectos de conservación de naturaleza y de ayuda a pequeños empresarios (generalmente agricultores y microempresarios).

## Historia
ap bank es fundada en el año 2003 por Kazutoshi Sakurai, Takeshi Kobayashi y Ryuichi Sakamoto. El significado de su nombre es artist power bank. 
Esta ONG otorga microcréditos sin intereses a estos microempresarios para que financien sus proyectos particulares, solo se pide la devolución puntual de este. Para obtener los fondos, ap bank recurre a proyectos innovadores como el Arriendo de Bicicletas, Servicios de Reciclaje Industrial y particularmente de las ganancias generadas por Bank Band.
Desde su fundación Takeshi Kobayashi es el presidente Corporativo y representante Legal de ap bank.
En la edición de la revista Time Magazine correspondiente al 29 de octubre de 2007, los fundadores Sakurai y Kobayashi son incluidos en el especial Héroes del Medio Ambiente (Título Original: Heroes of the Environment).

## Bank Band
Bank Band es una banda de rock japonés, Bank Band es por así decirlo una super banda compuesta por miembros de variados ambientes musicales japoneses. Bank Band tiene la particularidad de que solo se junta para ocasiones especiales (preferentemente Bank Band solo se junta para los ap fes de cada año y ocasionalmente para especiales de televisión y tours sorpresa) haciendo que cada uno de los miembros de la banda tenga plena libertad con sus proyectos solistas (o de grupo).
Todas las ventas que se generan de los álbumes, singles, presentaciones en vivo y DVD, van destinados a ap bank.

### Miembros
- Kazutoshi Sakurai (Voz, guitarra acústica)
- Takeshi Kobayashi (Teclado, pianos)
- Seigi Kameda (Bajo, Tokyo Jihen)
- Hideo Yamaki (Batería)
- Hirokazu Ogura (Guitarra)
- Takuo Yamamoto (Saxo, flauta)
- Kouji Nishimura (Trompeta)
- Tamao Fuiji (Percusión)
- Yonie Udai (Violinchelo)
- Sachiko Oki (Violín)
- Mikiyo Kukuchi (Viola)
- Akiko Tajima (Violín)
- Momoko Ishii (Coros, Solista)
- Ryouta Noborizaka (Coros)

### Historia
Bank Band es creado por Sakurai y Kobayashi en el 2003, en ese año se lanza un box de lujo llamado ap box.
Más tarde, en el 2004, lanza al mercado el álbum Soushi Sousai que contiene covers a variados artistas, este álbum también incluye dos autocovers a Mr.Children (de los temas HERO y Yasashii Uta)
En el 2005 se realiza el ap fes '05, que contó con músicos de la talla de Mika Nakashima, Suga Shikao, Porno Grafitti, Salyu entre otros. Sakurai junto a Bank Band acompañó a todos los artistas comobanda de soporte.
En julio de 2006 se lanza el sencillo To U, luego en el mismo mes se realiza el ap fes '06. En esta versión cuenta con un número mayor de artistas invitados, entre los que se destacan: Remioromen, Kuwata Keisuke, Bonnie Pink, Salyu, Sukima Switch, Porno Grafitti, KREVA entre otros invitados.
Sakurai junto a Bank Band nuevamente acompañó instrumentalmente a todos los artistas invitados.

### Lanzamientos
Álbum
1. Soushi Sousai (沿志奏逢)

Single
1. To U

DVD
1. BGM Vol II
2. ap fes '05
3. ap fes '06

Otros
1. ap limited box